# The Ultimate Sin
| 전문가 평가   | 전문가 평가 |
| 평가 점수     | 평가 점수   |
| 출처          | 점수        |
| ------------- | ----------- |
| AllMusic      | [ 1 ]       |
| Martin Popoff | [ 3 ]       |
| Rolling Stone | (favorable) |

《The Ultimate Sin》은 영국의 헤비 메탈 보컬리스트 오지 오스본의 네 번째 스튜디오 음반이다. 1986년 2월 22일에 발매되었으며, 1995년 8월 22일에 다시 발매되었다. 이 음반은 리드 기타리스트 제이크 E. 리와 베이시스트 필 수산이 이 음반의 히트 싱글 〈Shot in the Dark〉를 공동 작곡한 첫 번째이자 유일한 오스본 음반이다. 이전에 리타 포드의 밴드에서 활동했던 드러머 랜디 카스틸로도 오스본과 함께 녹음 데뷔를 한다.
이 음반은 1986년 5월에 플래티넘 지위를 부여받았고 1994년 10월, 미국 음반 산업 협회로부터 더블 플래티넘 지위를 받았다.

## 반응
발매 당시 《The Ultimate Sin》은 1980년대 중반에 헤비 메탈이 큰 인기를 누렸기 때문에 오스본의 가장 높은 차트 작성 스튜디오 음반이었다. 미국 음반 산업 협회는 발매 직후인 1986년 5월 14일에 음반 플래티넘 지위를 부여했고 1994년 10월 26일에 더블 플래티넘 지위를 부여받았다. 이 음반은 전 세계적으로 200,000장 이상이 팔렸다. 영국에서는 영국 축음기 협회의 실버 인증(판매량 6만장)을 획득한 오스본 4장의 음반 중 마지막 음반으로 1986년 4월에 이를 달성했다.
그 성과에도 불구하고 오스본은 《The Ultimate Sin》을 가장 덜 좋아하는 솔로 음반으로 꼽았다. 그는 프로듀서 론 네비슨이 "실제로 훌륭한 프로듀싱을 하지 못했다"고 말했다. 그는 음반에 수록된 곡들에 대해 부정적인 감정을 가지고 있지 않지만, "그들은 그냥 이상하게 내려져 있었어요. 모든 게 다 똑같았어요. 상상력이 없었어요. 제가 리믹스해서 더 잘하고 싶은 음반이 있다면 그것은 《The Ultimate Sin》이 될 것입니다."

## 유용성
최초의 상업적 성공에도 불구하고, 《The Ultimate Sin》은 2002년에 오스본의 백 카탈로그의 대부분을 재발행하거나 리마스터드하지 않았다. 공식적인 이유는 없지만, 베이시스트 필 수산과 그의 곡 〈Shot in the Dark〉를 놓고 진행중인 법적 투쟁은 이 음반이 재발매되지 않은 데 책임이 있다는 소문이 돌았다. 이러한 보도는 근거 없는 것으로 알려진 유일한 법적 절차는 1990년대 초에 해결되었다고 여겨지는 회계 문제를 둘러싼 것이었다. 《The Ultimate Sin》의 유일한 CD 버전은 1995년 리마스터드 버전으로 남아 있으며, 오리지널 CD, 바이닐 복사본, 카세트 등에서 발견된 〈Shot in the Dark〉의 1절과 2절 사이의 4단계의 음악이 누락되어 있다.

## 곡 목록
모든 곡들은 특별한 언급이 없는 한 오지 오스본, 밥 데이즐리 그리고 제이크 E. 리에 의해 작사/작곡하였다.
| #  | 제목                       | 재생 시간 |
| -- | -------------------------- | --------- |
| 1. | 〈The Ultimate Sin〉       | 3:45      |
| 2. | 〈Secret Loser〉           | 4:08      |
| 3. | 〈Never Know Why〉         | 4:27      |
| 4. | 〈Thank God for the Bomb〉 | 3:53      |
| 5. | 〈Never〉                  | 4:17      |

| #  | 제목                                   | 재생 시간 |
| -- | -------------------------------------- | --------- |
| 6. | 〈Lightning Strikes〉                  | 5:16      |
| 7. | 〈Killer of Giants〉                   | 5:41      |
| 8. | 〈Fool Like You〉                      | 5:18      |
| 9. | 〈Shot in the Dark (필 수산, 오스본)〉 | 4:16      |

## 인증
| 국가                                                            | 인증        | 판매량/출하량 |
| --------------------------------------------------------------- | ----------- | ------------- |
| 오스트레일리아 (ARIA)                                           | 골드        | 35,000        |
| 캐나다 (뮤직 캐나다)                                            | 플래티넘    | 100,000^      |
| 영국 (BPI)                                                      | 실버        | 60,000^       |
| 미국 (RIAA)                                                     | 2× 플래티넘 | 2,000,000^    |
| ^출하량을 기반으로 한 인증 · 판매량+스트리밍을 기반으로 한 인증 |             |               |